# Bryidae
Bryidae là 1 phân lớp quan trọng trong lớp Bryopsida. Đây là phân lớp phổ biến trên toàn thế giới. Các loài trong phân lớp này có lông răng đôi (double peristome) với các đoạn răng xen kẽ nhau.

## Phân loại
Phân loại trong phân lớp Bryidae.
Liên bộ: Bryanae
Splachnales
Bryales
Bartramiales
Orthotrichales
Hedwigiales
Rhizogoniales
Liên bộ: Hypnanae
Hypnodendrales
Ptychomniales
Hookeriales
Hypnales